# Núcleo José Reis de Divulgação Científica
O Núcleo José Reis de Divulgação Científica foi um núcleo de estudos fundado em 1992, voltado à divulgação científica. Foi criado na Escola de Comunicações e Artes da Universidade de São Paulo com o objetivo de dar prosseguimento ao trabalho do pesquisador e jornalista José Reis (1907 — 2002), que também dá nome ao núcleo.
Este núcleo abrigou a cátedra UNESCO de divulgação científica em 2006. Faziam parte desta cátedra e das atividades do núcleo a realização de cursos, pesquisas e a publicação de material voltado para a área de divulgação científica. Entre seus coordenadores estavam os pesquisadores Glória Kreinz e Crodowaldo Pavan.